# Ediciones La Cúpula

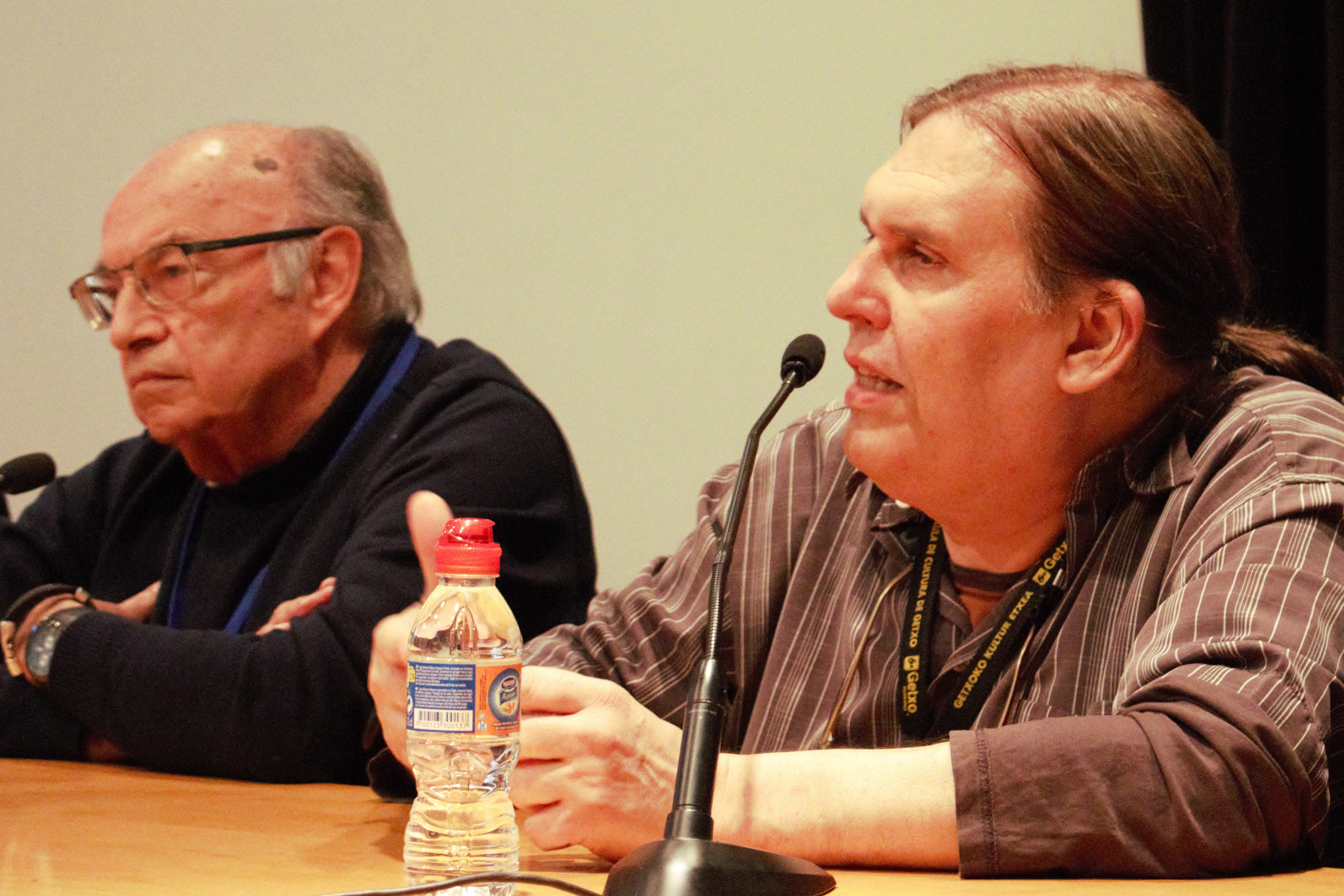
L'editor en cap de l'editorial La Cúpula, Emili Bernárdez (a la dreta), en una taula rodona al Saló del Còmic de Barcelona (2019).

La Cúpula és una editorial catalana que fundada per Josep Maria Berenguer el 1979 dedicada al còmic independent, fundamentalment americà i europeu, però que a partir de la dècada dels 2000 s'ha diversificat més cap altre tipus de publicacions com són els còmics orientals com ara el manga japonès o el manhwa coreà. Fou la responsable de la desapareguda El Víbora una de les revistes de còmics underground més importants d'Europa i que faria de sostenidor de l'empresa als primers anys, i des de 1982 també publicà una altra sèrie de còmic underground, Makoki, amb les que a principis de la dècada de 1980 va revolucionar el mercat espanyol. La major part del seu catàleg s'ha publicat en castellà, amb algunes obres en català.
L'origen l'editorial esta lligat a l'origen la seua revista senyera, El Víbora (1979), creada per un col·lectiu d'autors com Nazario (autor de la primera portada i del detectiu transvestit Anarcoma), Max (creador de Peter Pank), Gallardo i Mediavilla, Pons, Martí i Sento que havien construït una contracultura i s'havien iniciat al món del còmic a les publicacions underground de mitjans de la dècada de 1970, a fanzines i col·lectius como El Rrollo o STAR, dirigida por Juan José Fernández. A partir del seu èxit, i en ple "boom del còmic adult", en què es creen revistes de còmic com Cimoc i Cairo de Norma Editorial, La Cúpula edita el 1984 una altra revista, Makoki, que sols duraria dos anys. En aquest moment comencen a publicar àlbums recopilatoris de les sèries del Víbora com El Víbora Series (1984), Historias completas de El Víbora (1987) o La Cúpula Comix Novela Gráfica (1991). Altres àlbums van aparèixer solts (Víbora Color) o baix la forma d'obres completes d'un autor (Gilbert Shelton, 1989; Robert Crumb, 1991; Max).
Buscant explotar el sector del còmic pornogràfic, amb la gran quantitat de material que rebien per publicar, en edita el 1987 una col·lecció d'àlbums Colección X i el 1992 la revista Kiss Comix, que a final de la dècada tindria una edició anglesa French Kiss i una edició francesa La Poudre aux Rêves. El 1996 apareix la col·lecció «Brut Comix», dirigida per Hernán Migoya, que presentava en un format popular (blanc i negre i grapa), l'obra d'autors com Peter Bagge, Chester Brown, Charles Burns, Daniel Clowes, Miguel Ángel Martín, Thomas Ott o Juaco Vizuete.
El 2000 edita la col·lecció satírica Me parto. El 2004, amb la desaparició de Proyectos Editoriales Crom, La Cúpula reprèn la publicació de la sèrie The Fuzztoons.
A partir de 2004, en un moment en què el públic més jove començava a ser captat pel manga i perdia interès per l'underground va iniciar la publicació de manga japonès de terror i de manhwa coreà per adults, i en 2005 llença Claro que sí cómics, dedicada al públic gai, dirigida per Sebas Martín i amb autors com Iván García Pozo, i tanca El Víbora i el 2011 tanca l'última revista de què disposava, Kiss Comix

## Premis
- Premi Diario de Avisos al millor editor: 2007 i 2009.[11]